# Cantó de Vertelhac
El cantó de Vertelhac és un cantó francès del departament de la Dordonya, situat al districte de Perigús. Té 17 municipis i el cap és Vertelhac.

## Municipis
- Bertric e Burèia
- Borg de Maisons
- Botelha e Sent Sabàstian
- Cercle
- Champanha e Fontanas
- La Chapela de Gresinhac
- La Chapela de Montaborlet
- Charvard
- Coturas
- Gots e Rossinhòu
- Lusinhac
- Nantuelh e Auriac de Borzac
- Sent Marçau de Vivairòus
- Sent Pau de Lisona
- La Tor Blancha
- Vendeira
- Vertelhac

## Història
| Data d'elecció                           | Identitat      | Partit      | Qualitat |
| ---------------------------------------- | -------------- | ----------- | -------- |
| 1985-1998                                | Marc Etournaud | UDF-radical |          |
| 1998-2004                                | Jean Faye      | PS          |          |
| 2004-                                    | Didier Bazinet | PS          |          |
| les dades anteriors no són pas conegudes |                |             |          |
|                                          |                |             |          |

## Demografia
| 1962  | 1968  | 1975  | 1982  | 1990  | 1999  | 2006  |
| ----- | ----- | ----- | ----- | ----- | ----- | ----- |
| 5.967 | 5.510 | 4.957 | 4.836 | 4.850 | 4.657 | 4.602 |